# ريك بويل
هنري «ريك» جوزيف بويل (5 سبتمبر 1931 - 13 نوفمبر 2020)، هو سياسي بلجيكي وقاض. شغل منصب وزير داخلية في الفترة 1977-1979.

## روابط خارجية
- لمحة عن هنري بويل على الموقع الإلكتروني للبرلمان الفلمنكي